# 王永潮
王永潮（1927年—），男，湖北浠水人（一作浙江杭州人），中国细胞生物学家，北京师范大学教授。